# Arrens-Marsous
Arrens-Marsous è un comune francese di 766 abitanti situato nel dipartimento degli Alti Pirenei nella regione dell'Occitania.

## Società

### Evoluzione demografica
Abitanti censiti